# Bessie Raiche
Bessica Faith Raiche née Medlar en avril 1875 et décédée en 11 avril 1932, connue sous le nom de Bessie Raiche, est une femme d’affaires américaine, la première femme aviateur, dentiste et médecin des États-Unis.
Bessie Raiche est la première femme aux États-Unis accréditée pour voler en solo dans un avion,.

## Biographie
Bessie Faith Medlar est née en avril 1875 à Beloit (Wisconsin). Sa mère, Elizabeth, est originaire du New Hampshire, et son père, James B. Medlar, est originaire de New York. Elle a une sœur : Alice Maude Medlar (née en 1879). En 1880, la famille vit à Rockford (Illinois), et utilise le nom de « Bessie F. Medler ».
Bessie Raiche est une proto-féministe : elle conduit une automobile et porte des culottes bouffantes. Elle est également musicienne, peintre, linguiste, et pratique la natation et le tir. En 1900, elle travaille comme dentiste et vit à New Hampton (New Hampshire), louant une chambre sous le nom de Faith Medlar. Selon le recensement de 1910, Bessie Faith, sa mère veuve Elizabeth, et sa sœur Alice ⁹vivent à Swampscott (Massachusetts). Selon ce même recensement, Bessie est médecin et Alice est professeure de chant. En 1910, Bessie épouse François Raiche (né en 1874 et originaire du New Hampshire) et ils emménagent à Mineola (New York).
Elle et son mari construisent un biplan de type Wright dans leur salon, puis l'assemblent dans leur cour. Cet avion est alors fait en bambou et en soie au lieu de la toile, plus lourde, utilisée par les frères Wright. Le 16 septembre 1910, à Hempstead Plains, dans l'État de New York, B. Raiche effectue, à bord de son avion, le premier vol en solo effectué par une femme aux États-Unis et accrédité par l'Aeronautical Society of America.
Le 13 octobre 1910, lors d'un dîner organisé en son honneur par l'Aeronautical Society of America, Bessie Raiche reçoit une médaille en or sertie de diamants portant l'inscription First Woman Aviator in America (« première femme aviateur en Amérique »).
Bessie Raiche et son mari construisent ensuite deux autres avions dans le cadre de la French-American Aeroplane Company. Ils innovent alors en utilisant des matériaux plus légers, notamment de la corde à piano pour remplacer le fil de fer plus lourd.
En 1915, le couple a une fille, Catherine E. Bessie Raiche (1915-1995).
En 1920, les Raiche vivent à Newport Beach (Californie). Bessica est médecin, l'une des premières femmes spécialistes en obstétrique et gynécologie aux États-Unis. Frank exerce en tant qu'avocat. En 1923, Bessica est présidente de l'association médicale du comté d'Orange. En 1930, elle vit à Santa Ana (Californie).
Le 11 avril 1932, Bessie Raiche meurt dans son sommeil à Balboa Island (Californie), d'une crise cardiaque.